# هارولد بيرسون
هارولد بيرسون (بالإنجليزية: Harold Pearson)‏ (7 يناير 1901 في المملكة المتحدة - 1972 في المملكة المتحدة) هو لاعب كرة قدم بريطاني (وحمل سابقاً جنسية المملكة المتحدة لبريطانيا العظمى وأيرلندا) في مركز الهجوم. لعب مع كوفنتري سيتي ونادي ساوثهامبتون ونونيتون بورو ‏.